# Kâmashâstra
 (novembre 2024).
Si vous disposez d'ouvrages ou d'articles de référence ou si vous connaissez des sites web de qualité traitant du thème abordé ici, merci de compléter l'article en donnant les références utiles à sa vérifiabilité et en les liant à la section « Notes et références ».
Le nom générique de Kâmashâstra se rapporte aux ouvrages indiens spécialisés dans les arts amoureux et les pratiques sexuelles. Ils sont à distinguer des textes tantriques, dont la finalité est religieuse ou spirituelle, et des textes érotiques, qui appartiennent à la littérature profane ou sacrée. La datation des traités est souvent très incertaine.

## Textes anciens disparus
- Kâmashâstra de Nandi ou Nandikeshvara, compagnon légendaire de Shiva. Composé de 1000 chapitres, ce traité serait la source de tous les Kâmashâstra ultérieurs.
- Kâmashâstra de Auddalaki Shvetaketu (VIIIe siècle av. J.-C.). Condensé en 500 chapitres du Kâmashâstra de Nandi.
- Kâmashâstra ou Bâbhravyakârikâ de Babhru et sa lignée, les Bâbhravya (Ve siècle av. J.-C.). Condensé en sept parties et en 150 chapitres du Kâmashâstra de Shvetaketu. Vâtsyâyana le cite abondamment dans le Kâmasûtra.
- Kâmashâstra de Chârâyana (IIIe – Ier siècle av. J.-C.). Basé sur la première partie du Bâbhravyakârikâ.
- Kâmashâstra de Ghotakamukha (IIIe – Ier siècle av. J.-C.). Basé sur la troisième partie du Bâbhravyakârikâ traitant des arts de la séduction.
- Kâmashâstra de Gonardîya (IIIe – Ier siècle av. J.-C.). Basé sur la quatrième partie du Bâbhravyakârikâ traitant des droits et privilèges de l'épouse.
- Kâmashâstra de Gonikâputra (IIIe – Ier siècle av. J.-C.). Basé sur la cinquième partie du Bâbhravyakârikâ traitant des relations extra-conjugales.
- Kâmashâstra de Dattaka (IIIe – Ier siècle av. J.-C.). Basé sur la sixième partie du Bâbhravyakârikâ. Vâtsyâyana reprendra intégralement dans le Kâmasûtra ses observations sur les courtisanes de Pâtaliputra. La légende raconte que Dattaka fut pendant un certain temps transformé en femme, ce qui lui donna un aperçu unique sur la pratique de l'amour par les deux sexes.
- Kâmashâstra ou Ratinirnaya de Suvarnanâbha (Ier siècle av. J.-C.). Basé sur la deuxième partie du Bâbhravyakârikâ.

## Textes médiévaux et modernes
- Anangaranga de Kalyanamalla (XVe – XVIe siècle). Traité en 10 chapitres. Il aurait été écrit pour divertir le fils d'un sultan de Jawnpur appelé Ahmad Khan Lodi. Après le Ratirahasya et le Kâmasûtra, il fut l'un des plus populaires.
- Dattakasûtra du roi Mâdhava II de la dynastie Ganga du Mysore (Ve siècle).
- Janavashya de Kallarasa (XVe siècle). Traité en 13 chapitres. Rédigé en kannada d'après le Ratirahasya de Kakkoka. Il se présente comme un dialogue qui raconte l'initiation d'une jeune femme par son époux.
- Jaya de Devadatta Shâstrî (XXe siècle). Commentaire en hindi sur le Kâmasûtra de Vâtsyâyana.
- Jayamangalâ de Yashodhara (XIe – XIIe siècle). Commentaire sur le Kâmasûtra de Vâtsyâyana.
- Kâmasamuha de Ananta (XVe siècle).
- Kâmasûtra de Vâtsyâyana (IVe siècle ?).
- Kuchopanishad ou Kuchumâra Tantra de Kuchumâra (Xe siècle ?). Basé sur la septième partie du Bâbhravyakârikâ traitant des méthodes pour accroître le pouvoir sexuel.
- Kuttînimata de Damodara Gupta, poète originaire du Cachemire (VIIIe – IXe siècle).
- Mânasollâsa ou Abhilashitartha Chintâmani du roi Someshvara ou Somadeva III de la dynastie  Châlukya de Kalyâni (XIIe siècle). Une partie de cette encyclopédie sanskrite, le Yoshidupabhoga, est consacrée aux arts et aux sciences érotiques.
- Nagarasarvasva de Bhikshu Padmashrî, moine bouddhiste (XIe – XIIe siècle).
- Panchashâyaka de Jyotirîshvara Kavishekhara (XIVe siècle). Traité en cinq chapitres basé sur différents textes anciens.
- Rasamanjari du poète Bhânudatta (XIVe – XVe siècle). Traité en trois chapitres consacré surtout aux différentes catégories de nayaka et de nayika (héros et héroïnes).
- Ratikallolini de Dikshita Samaraja.
- Ratimanjari du poète Jayadeva (XVe siècle). Synthèse du Smaradîpika de Minanatha en 60 versets.
- Ratirahasya ou Kokashâstra de Kokkoka (XIe – XIIe siècle). Ce traité en 10 chapitres fut sans doute le plus populaire et le plus imité. Basé en partie sur le Kâmasûtra de Vâtsyâyana, il décrit notamment les différents types féminins dont la thématique est empruntée au Nâtya-shâstra et sera souvent reprise dans les textes ultérieurs. Kokkoka était un pândit du Cachemire dont les conquêtes féminines ont fait l'objet de légendes savoureuses.
- Ratiratnapradîpika de Praudha Devarâja, Mahârâja de Vijayanâgara (XVe siècle). Ce traité fut très influencé par le tantrisme.
- Shringararasaprabandhadîpika de Kumara Harihara (XVe siècle).
- Smaradîpika de Minanatha, originaire du Bengale (XIIIe – XVe siècle).
- Smarapradîpika de Gunâkara, fils de Vachaspati.
- Sûtravritti de Naringha Shastri (XVIIIe siècle). Commentaire sur le Kâmasûtra de Vâtsyâyana.
- Vâtsyâyanasûtrasara de Kshemendra, auteur de satires sociales, originaire du Cachemire (XIe – XIIe siècle). Commentaire sur le Kâmasûtra de Vâtsyâyana.